# Рачков, Валерий Иванович
Вале́рий Ива́нович Рачко́в (род. 14 июля 1947, Балашов, Саратовская область) — советский и российский физик, топ-менеджер. Генеральный директор (2010—2012), научный руководитель (с 2012) Физико-энергетического института, заведующий кафедрой «Теплофизика» Московского инженерно-физического института (с 2010). Доктор технических наук, профессор, член-корреспондент РАН.

## Биография
Родился 14 июля 1947 года в городе Балашове Саратовской области.
В 1965—1971 годах учился в Московском инженерно-физическом институте (квалификация — инженер-физик, специальность — ядерно-энергетические установки), после окончания которого начал работать в Физико-энергетическом институте в Обнинске.
О своей комсомольской деятельности в ФЭИ позже вспоминал:
В 1970-е я был комсомольским секретарем, и мы строго наказывали людей за то, что они крестили детей. Жуть какая-то, мне до сих пор стыдно. Но, кстати, попы сами доносили на родителей.
С 1998 года работал в Москве в Министерстве Российской Федерации по атомной энергии, затем, с 2004 по 2008 год в Федеральном агентстве по атомной энергии России и с 2008 по 2010 год был директором департамента научной политики государственной корпорации по атомной энергии «Росатом», фактически возглавив работы по разработке и корректировке стратегии развития атомной энергетики России. Научный руководитель проекта «Росатома» «Новая технологическая платформа ядерной энергетики». По словам Петра Щедровицкого, Рачков — основной разработчик и интегратор программы «Ядерные энерготехнологии нового поколения».
В 2010—2012 годах — генеральный директор Физико-энергетического института, с марта 2012 года — научный руководитель ФЭИ. С 2010 года — заведующий кафедрой «Теплофизика» Московского инженерно-физического института.
Доктор технических наук, профессор, член-корреспондент РАН.
Опубликовал 146 научных работ, в том числе 7 монографий.

## Награды и премии
- Медаль ордена «За заслуги перед Отечеством» II степени

### Публикации Валерия Рачкова

#### Монографии
- Основные положения теории опасных систем. — М.: МГОУ, 1993.
- Научные основы методологии количественного анализа экологической опасности при техногенном воздействии на окружающую среду. — М.: МГОУ, 1999.
- Белая книга атомной энергетики. — М.: НИКИЭТ, 2001.
- Стратегия развития атомной энергетики России в первой половине XXI века. — М.: Минатом, 2001.
- Энергетическая стратегия России на период до 2020 года. — М.: РИАТЭК, 2003.
- Тяжёлые жидкометаллические теплоносители в атомной энергетике. — М.: ИздАт, 2007.
- Эффективность ядерной энерготехнологии. — М. ЦНИИАИ, 2008.

#### Основные статьи после 2000 года
- Экспериментальные исследования характеристик жидкометаллической мишени на эвтектическом сплаве свинец-висмут // Атомная энергия. — 2001. — Вып. 10.
- Нейросетевой анализ кратковременных механических свойств сталей ферритно-мартенситного класса // Физика и химия обработки материалов. — 2004. — № 2.
- Нейросетевая модификация стали ферритно-мартенситного класса ЭП-450 по критерию максимума прочности и пластичности // Перспективные материалы. — 2005. — № 4.
- Экспериментальные исследования характеристик контактного теплообмена свинцовый теплоноситель-рабочее тело // Атомная энергия. — 2005. — Т. 98. — Вып. 3.
- Применение метода плазменной сепарации элементов к обращению с ядерными материалами // Атомная энергия. — 2006. — Т. 101. — Вып. 4.
- Теплоотдача от свинцового теплоносителя к продольно обтекаемой трубе // Атомная энергия. — 2006. — Вып. 2.
- Нейросетевые эксперименты по взаимовлиянию легирующих элементов на механические свойства ферритно-мартенситных сталей с 12-процентным содержанием хрома // Ядерная энергетика. Известия вузов. — 2008. — № 3.
- Рассмотрение теоретической возможности регулирования ядерного реактора за счёт изменения доли запаздывающих нейтронов // Ядерная физика. — 2010. — Т. 73. № 1.
- Концепция перспективного энергоблока с быстрым натриевым реактором БН-1200 // Атомная энергия. — 2010. — Т. 108. — Вып. 4.

#### Изобретения
- Авторское свидетельство № 1078143 «Струйный аппарат» Государственный комитет СССР по делам изобретений и открытий. 1983.
- Авторское свидетельство № 1120376 Государственный комитет СССР по делам изобретений и открытий. 1991.

### Интервью
- Колотилина Е. В. И. Рачков: «У ФЭИ славное прошлое, устойчивое настоящее и большое будущее» // Обнинский вестник. — 16 февраля 2010 года.
- Валерий Рачков: ФЭИ с задачей справится // AtomInfo.Ru. — 28 июня 2011 года.

### О Валерии Рачкове
- Новый директор при старых проблемах // Новая среда +. — 28 января 2010 года.
- Колотилина Е. Представлено новое руководство // Обнинск. — № 11 (3255). — 2010. — Февраль.